# Lop, Hotan
Lop (Uyghur: لوپ ناھىيىسى‎, ULY: Lop Nahiyisi, UPNY: Lop Nah̡iyisi?; tiếng Trung: 洛浦县; bính âm: Luòpǔ xiàn, Hán Việt: Lạc Phổ huyện) là một huyện của địa khu Hotan, khu tự trị Tân Cương, Trung Quốc.

### Trấn
- Lạc Phổ (洛浦镇)

### Hương
- Bố Á (布亚乡)
- San Phổ Lỗ (山普鲁乡)
- Kháp Nhĩ Ba Cách (恰尔巴格乡)
- Hàng Quế (杭桂乡)
- Đa Lỗ (多鲁乡)
- Nạp Ngõa (纳瓦乡)
- Bái Thập Thác Cách Lạp Khắc (拜什托格拉克乡)